# Тері Гарр
Тері Енн Гарр (англ. Tery Ann Garr; 11 грудня 1944, Лейквуд, Огайо, США — 29 жовтня 2024) — американська акторка, співачка, танцюристка. Номінантка на премії «Оскар» та «BAFTA» у категорії «Найкраща жіноча роль другого плану» у комедії «Тутсі» з Дастіном Гоффманом у головній ролі.

## Біографія
Тері Гарр народилася в 1944 році в Огайо в сім'ї артиста водевілю Едді Гарра та танцюристки Філліс Лінд. Після закінчення середньої школи в Північному Голлівуді в 1962 році вона деякий час навчалася в Університеті штату Каліфорнія в Нортріджі. 
Через рік дебютувала в кіно, а незабаром познайомилася з хореографом і продюсером Девідом Вінтерсом, який став її другом і наставником, запросивши її в ряд своїх ранніх фільмів і постановок, серед яких «Вечірка для дорослих» і «Хай живе Лас-Вегас!» (обидва 1964).
Наступні роки десятиліття Гарр з'явилася в епізодичних ролях у ряді телесеріалів та кінокартин, наприклад, 1968 року в серіалі «Зоряний шлях: Оригінальний серіал» у серії «Мета: Земля» (2-й сезон, 26-а серія). А свою першу помітну роль виконала у 1974 році у драмі Френсіса Форда Копполи «Розмова». Далі були нові ролі у фільмах «Молодий Франкенштейн» (1974), «Геть Тон Тон — собака, який врятував Голлівуд» (1976), «Близькі контакти третього ступеня» (1977), «Від щирого серця» (1982), «Містер мама» (1983), «Після роботи» (1986), «Висока мода» (1994) і «Дурний і ще дурніший» (1994).
1982 року Тері Гарр стала номінанткою на премію «Оскар» за роль другого плану в комедії «Тутсі» з Дастіном Гоффманом у головній ролі. Була частою гостею у різних телевізійних проектах, серед яких шоу «Година комедії з Сонні та Шер», «Суботнього вечора у прямому ефірі» та «Шоу Боба Ньюхарта», а також телесеріали «МЕШ», «МакКлауд», «Швидка допомога» та «Друзі», де акторка виконала роль матері Фібі Буффе.

## Особисте життя
На початку 1980-х Гарр перебувала у стосунках з кінорежисером Роджером Бірнбаумом. Після розлучення була у стосунках з Девідом Кіппером, лікарем, з яким її познайомила Керрі Фішер. У 1993 році Гарр одружилася з будівельним підрядником Джоном О'Нілом, в листопаді народила дочку Моллі О'Ніл. Пара розлучилася в 1996 році.
В 2002 Тері Гарр публічно підтвердила, що багато років боролася з розсіяним склерозом. У грудні 2006 року вона пережила напад аневризм судин головного мозку. Після курсу терапії Гарр вдалося відновити мову та рухові навички.

## Вибрана фільмографія
| Рік  |   | Українська назва                  | Оригінальна назва                  | Роль                    |
| ---- | - | --------------------------------- | ---------------------------------- | ----------------------- |
| 1965 | ф | Червона лінія 7000                | Red Line 7000                      | (не позначена у тітрах) |
| 1974 | ф | Розмова                           | The Conversation                   | Емі Фредерікс           |
| 1974 | ф | Молодий Франкенштейн              | Young Frankenstein                 | Інга                    |
| 1977 | ф | О, Боже!                          | Oh, God!                           | Боббі Ландерс           |
| 1977 | ф | Близькі контакти третього ступеня | Close Encounters of the Third Kind | Ронні Нірі              |
| 1982 | ф | Від всього серця                  | One from the Heart                 | Френні                  |
| 1982 | ф | Тутсі                             | Tootsie                            | Сенді Лестер            |
| 1983 | ф | Містер мама                       | Mr. Mom                            | Кароліна                |
| 1985 | ф | Після роботи                      | After Hours                        | Джулі                   |
| 1992 | ф | Гравець                           | The Player                         | (епізод)                |
| 1994 | ф | Тупий та ще тупіший               | Dumb and Dumber                    | Гелен Свонсон           |
| 1994 | ф | Висока мода                       | Prêt-à-Porter                      | Луїза Гамільтон         |
| 1995 | ф | Ідеальне алібі                    | Perfect Alibi                      | Лені Толберт            |
| 1996 | ф | Майкл                             | Michael                            | Естер Ньюберг           |
| 2001 | ф | Світ примар                       | Ghost World                        | Максін                  |